# Сапега, Богдан Павлович
Богдан Павлович Сапега (ок. 1530—1593) — государственный деятель Великого княжества Литовского, подкоморий белзский (с 1566 года), каштелян берестейский (1579—1585) и смоленский (1585—1588), воевода минский (1588—1593), староста гомельский (1572—1582).

## Биография
Представитель коденской линии литовского магнатского рода Сапег герба «Лис», второй сын воеводы новогрудского Павла Ивановича Сапеги (ум. 1579) от первого брака с княгиней Еленой Юрьевной Гольшанской (ум. до 1558). Братья — воевода витебский Николай (1526—1599) и воевода смоленский Андрей (ок. 1560—1621).

В 1565 и 1567 годах Богдан Павлович Сапега участвовал военных кампаниях против Русского государства. "Попис войска литовского 1567 года" отражает следующие владения пана Богдана Сапеги:
"Пан Богдан Павлович Сопега, воеводич Новогор[од]ъский з ыменья своего Голшан в повете Ошмнском ставил с повинности коней три а драби три, а на ласку короля его милости ставил коней деветь. Всих коней двонадцать збройно - пнцри, при., согай., рогати.. Он же ставил драбов три з ручницами".
Занимал ряд выскоих государственныйх должностей в Великом княжестве Литовском. В 1566—1569 годах — подкоморий белзский. В 1572 году получил во владение староство гомельское.
В 1572 году после смерти польского короля и великого князя литовского Сигизмунда II Августа Богдан Сапега был среди сторонников избрания на литовский престол московского царя Фёдора Иоанновича и заключения унии с Русским государством. В 1579 году Богдан Сапега получил во владение село Боцки, где в 1580 году принимал польского короля Стефана Батория.
В 1579 году получил должность каштеляна берестейского. В апреле 1585 года Богдан Сапега стал каштеляном смоленским. В 1587 году поддержал кандидатуру шведского принца Сигизмунда Вазы на польский королевский престол. В мае 1588 года получил должность воеводы минского. В 1591 году был избран депутатов в казенный трибунал в Вильно.
Являлся членом православных братств в Вильно и Львове, выступал против гонений на кальвинистов. Основатель церкви в селе Богданов (Новогрудское воеводство).
Скончался перед 22 июня 1593 года.

## Семья и дети
Богдан Павлович Сапега был дважды женат. В 1560 году женился на Марине Андреевне Капустянке (ум. около 1570), дочери каштеляна брацлавского князя Андрея Тимофеевича Капусты (ум. 1571). Дети:
- Николай Криштоф Сапега (ок. 1558—1638), воевода минский и новогрудский
- Павел Стефан Сапега (1565—1635), конюший великий литовский и подканцлер литовский
- Андрей Сапега (ок. 1570—1610)), староста гомельский и белзский
- Барбара Сапега, жена чашника великого литовского Петра Воловича
- София Агата Сапега, 1-й муж каштелян гродненский Петр Гайка, 2-й муж подкоморий берестейский Николай Пац
- Регина (Анна) Сапега, жена маршалка слонимского Юрия Тризны.

До 1579 года вторично женился на княгине Аполонии Тимофеевны Друцкой-Соколинской, дочери князя Тимофея Юрьевича Друцкого-Соколинской (ум. 1585) и Авдотьи Барятинской, от брака с которой детей не имел.